# Pandanus unguiculatus
Pandanus unguiculatus är en enhjärtbladig växtart som beskrevs av Henry Nicholas Ridley. Pandanus unguiculatus ingår i släktet Pandanus och familjen Pandanaceae. Inga underarter finns listade.